# فاينل فانتسي تكتيك أي 2: جريموير أوف ذا ريفت
| المطور  | سكوير انيكس                   |
| الناشر  | سكوير انيكس                   |
| المخرج  | يويتشي موراساوا               |
| المنتج  | هيرواكي كاتو                  |
| الفنان  | ريوما إيتو                    |
| الفنان  | أكيهيكو يوشيدا                |
| الكاتب  | كيوكو كيتاهارا                |
| الملحن  | هيتوشي ساكيموتو               |
| الملحن  | ماساهارو إيواتا               |
| السلسلة | فاينل فانتسي                  |
| السلسلة | تحالف إيفاليس                 |
| المنصة  | نينتندو دي إس                 |
| الإصدار | اليابان 25 أكتوبر 2007        |
| الإصدار | أمريكا الشمالية 24 يونيو 2008 |
| الإصدار | أوروبا 27 يونيو 2008          |
| النوع   | لعب أدوار تكتيكية             |
| الوضع   | لاعب واحد                     |

تكتيكات فاينل فانتسي A2: جريمويري أوف ذا ريفت

تكتيكات فاينل فانتسي A2: جريموير أوف ذا ريفت
إحدى سلسلة ألعاب فاينل فانتسي (باللغة العربية تعني الخيال النهائي)؛(باللغة اليابانية  تُكتب フ ァ イ ナ ル フ ァ ン タ ジ ، باللغة اليابانية تُقرأ Fainaru Fantajī Sātīn Tsū) والاسم الرسمي المُعلن Final Fantasy
تكتيكات فاينل فانتسي A2: جريموير أوف ذا ريفت (باللغة العربية تعني تكتيكات الخيال النهائي أيْ تو: الجريموير من الصدع) (باللغة اليابانية تُكتب ファイナルファンタジータクティクス A2 のグリモア) (باللغة اليابانية تُقرأ Fainaru Fantajī Takutikusu Eitsū: Fūketsu no Gurimoa) الاسم الرسمي المُعلن Final Fantasy Tactics A2: Grimoire of the Rift.

## نبذة
تكتيكات فاينل فانتسي A2: جريموير أوف ذا ريفت - Final Fantasy Tactics A2: Grimoire of the Rift: هي لعبة لعب أدوار تكتيكية تم تطويرها ونشرها بواسطة سكوير إينكس لوحدة التحكم في الألعاب المحمولة باليد من نيتيندو دي إس. تم إصدار اللعبة في عام 2007 في اليابان و2008 في الدول الأخرى، وهي تكملة لـ تقدم تكتيكات فاينل فانتسي وتشكل جزءًا من تحالف إفاليس، وهي مجموعة من الألعاب التي تدور أحداثها في عالم خيالي. تتميز اللعبة فاينل فانتسي بمظاهر خارجية من شخصيات مركزية وداعمة من فاينل فانتسيXII، وهو عنوان تم تعيينه في إفاليس.

## الأحداث
يتبع تكتيكات A2 شاباً يدعى «لوسو كليمنس» بعد أن تم نقله عبر كتاب سحري إلى عالم (إفاليس) حيث أنقذ زعيم عشيرة يُدعى «سيد» من الوحوش والذي انضم إليه لاحقاً اللص «أديل»، يشارك «لوسو كليمنس» في معارك بين العشائر المتنافسة بينما يبحث عن وسيلة للعودة إلى المنزل. تتضمن طريقة اللعب آليات من تقدم تكتيكات فاينل فانتسي بما في ذلك القتال القائم على الأدوار على شبكة ونظام عمل ذي موضوع معين ونظام «قانون» يضع قيوداً على حركة اللاعب أثناء المعارك.

## التأسيس
تم التخطيط في الأصل لـ لعبة بوي ادفانس قبل النجاح التجاري لـ (DS) في جميع أنحاء العالم، بدأ المشروع في التطوير في عام 2006 بهدف التوسع في عناصر تقدم تكتيكات. عاد كل من المخرج «يويتشي موراساوا» والفنان ريوما إيتو والملحن هيتوشي ساكيموتو من شركة تكتيكات أدفانس. قام بالترجمة إلى الإنجليزية ألكسندر أو.سميث وجوزيف ريدر، اللذان عملا في فاينل فانتسيXII وقصة فاغرانت. تلقى مراجعات إيجابية بشكل عام، واستمر في بيع 670.000 وحدة في جميع أنحاء العالم. تم استخدام عناصر من اللعبة لاحقاً في عناوين الأجهزة المحمولة في إفاليس.

## طريقة اللعب
انظر أيضًا: تكتيكات متقدمة فاينل فانتسي أسلوب اللعب
(تكتيكات فاينل فانتسي A2: جريمويري أوف ذا ريفت) هي لعبة لعب أدوار تكتيكية يتحكم فيها اللاعبون في مجموعة من عشيرة بطل الرواية «لوسو كليمنس»-عشيرة جولي-من أجل الدور-  تعتمد على القتال التكتيكي في مناطق متساوية القياس ثلاثية الأبعاد يتم عرضها من خلال كاميرا ثابتة. ينقسم عالم اللعبة في إفاليس إلى أقسام تفتح مع تقدم القصة؛ يمكن إرسال وحدات الشخصية غير الموجودة في المجموعة النشطة للاعب في مهام تدريبية لتنمية أقوى أو إكمال المهام الجانبية.
بالإضافة إلى القصة والمهام الجانبية، يمكن إكمال مهام القبيلة التي تكلف عملة خاصة داخل اللعبة يطلق عليها اسم نقاط القبيلة وتتميز بإعاقات اختيارية؛ مكافأة الإنجاز تزداد مع مقدار الإعاقات الموجودة. تتحكم العشيرة أيضاً في مناطق إفاليس، حيث تقدم العشيرة عطاءاً للسيطرة على المناطق في دور المزادات والدفاع عنها بفرق مكونة من أعضاء غير نشطين. (عندما تقاتل العشيرة في أراضيها الأصلية، فإنها تتلقى تعزيزات القدرة السلبية). بين المهمات، يمكن للعشيرة شراء معدات جديدة في النقابات، مع توفر أنواع العتاد إعتماداً على تصنيف العشيرة. يتم كسب المعدات بشكل أساسي من إسقاط الغنائم بعد هزيمة العدو.
تدور معارك اللعبة القائمة على الأدوار في ساحة قائمة على الشبكة؛ يتم وضع دور كل وحدة على كلا الجانبين وفقاً لإحصائية أجيليتي الخاصة بها، بحيث تكون الوحدات الأكثر رشاقة هي الأولى. أثناء دورهم، يمكن تحريك الشخصيات ووضعها في وجة من أربعة اتجاهات، وتنفيذ إجراءات مثل الهجوم وأداء المهارات واستخدام العناصر. تحتوي كل وحدة على نقاط صحية (HP) ونقاط سحرية (MP)، حيث يبدأ (MP) من الصفر ويتجدد مع كل منعطف.  يتم استخدام (MP) لأداء قدرات سحرية، مع تعاويذ أقوى تكلف المزيد من (MP). عندما يتم استنفاد وحدة (HP)، يتم التخلص منها. تتأثر بعض المعارك بتغير الأحوال الجوية مما يؤثر على تحركات الوحدات وقدراتها.
ترتبط قدرات الوحدة بنظام الوظيفة القائم على فئة الشخصية، مع أكثر من خمسين وظيفة مختلفة؛ تؤثر وظيفة الوحدة على قدراتهم، وبعض الوظائف خاصة بسباقات اللعبة السبعة القابلة للعب. يتم تعلم القدرات الوظيفية من الدروع والأسلحة المجهزة للوحدة، مع أنواع وعدد المهارات التي تم تعلمها لتمكين الشخصيات من تبديل الوظائف. يتم اختيار الوظائف من ألعاب التكتيكات وسلسلة فاينل فانتسي الأوسع، بما في ذلك المقاتلين المشاجرين عن قرب مثل المحارب والسولدير؛ تراوحت المقاتلين مثل «آرتشر» القناص؛ والوظائف القائمة على السحر مثل السحر الأبيض والسحر الأسود و «سومونر». تتيح وظيفة المستدعي لوحدة استدعاء سليل، ل كائنات قوية تقدم هجوماً سينمائياً يُدمر جميع الأعداء.
الميزة المنقولة من تكتيكات فاينل فانتسي أدفانس هي نظام القانون. يشرف على كل معركة قاضٍ يفرض قيوداً عشوائية على المعركة مثل عدم معالجة أعضاء الحزب أو الامتناع عن استخدام تعويذات معينة. يؤدي الامتثال للقانون إلى ربح الحزب مكافآت إضافية في نهاية المعركة، بينما يتسبب خرق القانون في تخلي القاضي عن المعركة وترك الوحدات المهزومة غير قادرة على الإحياء حتى انتهاء المعركة. هناك أيضاً مناطق في اللعبة تسمى «مطاردة جاجد»، حيث لا يستطيع الحكام الذهاب لها، بينما الوحدات الساقطة تخضع للموت الدائم.

## ملخص

### الإعداد والشخصيات
تم تعيين تكتيكاتA2 في عالم إفاليس الخيالي. بدلاً من إصدار الأحلام الموجود في تقدم التكتيكات، تجري A2 تكتيكات في العالم الحقيقي لـ إفاليس، وهو مكان مشترك مع تكتيكات فاينل فانتسي وفاينل فانتسيXII؛  يستخدم الافتتاح نسخة من بلدة سانت إيفاليس وضع التكتيكات المتقدمة. مع الترتيب الزمني تم  تعيين التكتيكات A2، بعد فترة وجيزة من أحداث فاينل فانتسيXII. يكون تكتيكات إفاليسA2 بسبعة سباقات، خمسة منها تعود من تقدم التكتيكات، الأجناس الخمسة العائدة هي سباقات (هومس) الشبيهة بالإنسان؛ وسلسلة التمائم المتكررة (موغلز)، والسباقات الخاصة بإيفاليس (نومو وفيرا وبانغا). السباقان الجديدان هما (سيك) من فاينل فانتسيXII، وغراي الجديد كلياً.
بطل الرواية الرئيسي هو «لوسو كليمنس»، وهو شاب مشاغب من موطنه مدينة (سانت إيفاليس) تم نقله بطريقة سحرية إلى أرض إفاليس. بعد وقت قصير من  وصوله، تم إنقاذه من الوحوش بواسطة «سيد»، وهو زعيم عشيرة جولي الصغيرة وشخصية فاينل فانتسي المتكررة. يُساعد «لوسو كليمنس» في سعيه للعودة إلى الوطن  من قبل «أديل»، وهو لص ينضم في النهاية إلى العشيرة؛ و«هوردي» وهو مطرب «مووجل». تظهر شخصيات من فاينل فانتسي XII على شكل نقش مع وظائف حصرية. الشخصيات هي «فان»، بطل الرواية الرئيسي لـ فاينل فانتسي XII، زميل بطل الرواية «بينيلو»، الشخصية الداعمة «ال سيد» و«مووجل مونت بلانك».

### القطع
عشية ترك المدرسة لقضاء العطلة الصيفية، يجبر «لوسو كليمنس» على البقاء في المدرسة وخدمة الحجز للمساعدة في مكتبة المدرسة. وقتها يتم العثور على كتاب نصف فارغ وعلى سبيل المزاح يكتب «لوسو كليمنس» إسمه في الكتاب، بغدها يتم نقل «لوسو كليمنس» بطريقة سحرية مع الكتاب إلى (إيفاليس).عند الهبوط في خضم معركة بين عشيرة جولي ووحش قوي، يتم إنقاذه ويساعد في المعركة بمجرد منحه وظيفة. ولقاء «سيد» زعيم عشيرة جولي، يشرح وضعه فيتعهد «سيد» بإعادته إلى منزله؛ تقدم «لوسو كليمنس» أيضاً مساعدة العشيرة أثناء هذه الفترة. خلال وقتهم في تنفيذ المهام، يلتقي «لوسو كليمنس» مع اللص «أديل»، الذي يسرق مبلغ من المال في البداية قبل العودة والانضمام إلى العشيرة، ويلتقي المنشد «هاردي». كما يلتقي «لوسو» بالساحر «ليزافورد»، الذي يكشف أن الكتاب الذي لا يزال يحمله - والذي يسجل بداخله أفعاله في (إيفاليس) - يمكن أن يعيده إلى عالمه.
في رحلة لاكتشاف المزيد عن الكتاب، تواجه عشيرة جولي  المجموعة الإجرامية «خامجا». كما أنهم يقاتلون يد وحش يخرج من بوابة. أثناء قتال أحد عملائها، ترى «إلوا» الكتاب يتوهج وتهاجمه، لكنه يصد هجومها ويتم طرد «إيلوا». ثم يعرّف «ليزافورد» هذا الكتاب بأنه جريموري أوف ذا ريفت، الذي يمتلك القدرة على فتح بوابات بين العوالم، وبالتالي فهو خطير للغاية؛ اليد الوحشية التي تقاتلها عشيرة جولي تنتمي إلى وحش يُدعى نويخيا، والذي يمكن استدعاؤه إلى إيفاليس باستخدام كتاب جريموري. يرغب «إلوا» في تسخير القوى خارج البوابات ويسعى إلى تدمير جريموري.
خلال رحلته، أُجبر «لوسو كليمنس» على العمل كممثل لـعشيرة جولي بعد إصابة «سيد» في مهمة، ثم مواجهة «أديل» المارقة وتحريرها من سيطرة «إلوا». أثناء المواجهة النهائية مع «إلوا»، تم فتح بوابة وظهر الوحش نويخيا بالكامل، مما أسفر عن مقتل «إلوا» قبل مهاجمة الحزب. يهزم حزب «لوسو كليمنس» فريق وحش نويخيا، ويشعر «لوسو» بالقدرة على العودة إلى المنزل بعد توديع عشيرة جولي. عندما عاد وعند وصوله إلى المكتبة، قابل «لوسو كليمنس» أمين مكتبة المدرسة - «موت راندل» (وهو شخصية رئيسية من تقدم التكتيكات). تصديقاً لقصة «لوسو كليمنس»، يسمح «موت راندل» لـ «لوسو كليمنس» بالعودة إلى المنزل. تُظهر مشاهد ما بعد الاعتمادات «لوسو كليمنس» وهو يستمتع بعطلة الصيف، ويواصل «سيد» و«أديل» مغامراتهما مع عشيرة جولي، ويصبح هاردي من أشهر الفنانين العالميين.

## تطوير
تم تطوير تكتيكاتA2 بواسطة سكوير إينكس، المالكين والمطورين الرئيسيين لسلسلة فاينل فانتسي. تشكل اللعبة جزءاً من  تحالف (إيفاليس)، وهي سلسلة من الألعاب تشترك في وضع (إيفاليس) بينما تحدث في أوقات مختلفة من تاريخ الأرض. كان المخرج هو «يويتشي موراساوا»، الذي أخرج قصة التكتيكات المتقدمة الأصلية. عمل آكيتوشي كوازو كمُنتِج تنفيذي، وهو الدور الذي شاركه مع مشاريع (تحالف إيفاليس) الأخرى وكان أيضاً المنتِج «هيرواكي كاتو»، بينما عمل «كيوكو كيتاهارا» كسيناريو ومدير الحدث. تم تصميم الشخصيات بواسطة  «ريومايتو»، الذي عمل أيضاً في التكتيكات المتقدمة وفاينل فانتسيXII. تم إنشاء تصميم الشعار بواسطة أكيهيكو يوشيدا. بدأ التخطيط لـ تكتيكاتA2 بسبب استقبال المعجبين الإيجابي والطلب على تكملة لـ التكتيكات المتقدمة، والتي صدرت لـلعبة بوي ادفانس (GBA) في عام 2003. أراد الفريق أيضاً إضافة ميزات جديدة، حيث منع وقت التطوير القصير لـ التكتيكات المتقدمة الأصلية إدراجها. خطط الفريق في البداية لتطوير اللعبة لـ لعبة بوي ادفانس (GBA)، وقلل من وقت التطوير، وبدأ في إنتاج نسخة للنظام. بعد إطلاق  نينتندو دي أس لتحقيق نجاح تجاري عالمي، حولت سكوير إينكس المشروع من لعبة بوي ادفانس (GBA) إلى DS.  بدأ إنتاج هذا الإصدار في عام 2006، مع تأخير التطوير النشط بسبب التزام «موراساوا» بمشاريع أخرى. مثل سابقتها، تم التصميم  تكتيكاتA2  ليكون في متناول اللاعبين العرضيين مع الحفاظ على «موضوعات السرد الجادة»؛ صمم الفريق اللعبة مع وضع قاعدة اللاعبين العرضية الكبيرة في الاعتبار لـ DS.
على النقيض من النغمة الناضجة لـ فاينل فانتسي XII، تم وصف قصة تكتيكات A2 بأنها "مغامرة خفيفة" مشابهة لـ التكتيكات المتقدمة. كانت مسودة القصة الأولى أكثر قتامة، حيث وضع "كيتاهارا" القصة بأكملها في (إيفاليس). كان من المفترض أن يعيش "لوسو كليمنس" حياة خالية من الهموم في قريته، حيث بدأت القصة بعد أن تسبب هجوم على القرية في مقتل الجميع باستثناء "لوسو كليمنس". قرر الفريق عدم إتباع هذا النهج، من خلال استخدام نغمة أخف في المباراة النهائية. تم تمثيل الإحساس بالمرح الذي قصده المطورون بشكل موضوعي من خلال الافتتاح الذي تم تعيينه خلال بداية العطلة الصيفية، وعززه موقف "لوسو كليمنس" من وضعه. تم التخطيط لشخصيات من فاينل فانتسي XII من مرحلة مبكرة. أراد "كاتو" في البداية إدراج "بالثير"، لكن "كيتاهارا" رفض ذلك مراراً وتكراراً. أراد الفريق شخصيات يمكن أن تجذب المعجبين على المدى الطويل والوافدين الجدد للمسلسل، وقد قام الفريق بدمج "فان" وبينيلو"، حيث يعكس موقف "فان" تطور شخصيته عبر فاينل فانتسي XII وتكملة أجنحة ريفنانت. كان "لسيد" دور ثانوي في الأصل، لكنه تحول لاحقاً إلى شخصية قابلة للتجنيد.
كان التغيير الأكبر من تطوير تكتيكات متقدمة هو الشاشات المزدوجة لـ DS، والتي مكنت شاشات القائمة من الانتشار وزيادة المشهد المرئي لبعض التسلسلات. كان هدف الفريق هو صنع «لعبة بناء شخصية مع تطور»، وتعزيز التنوع والعمق من خلال تخصيص الشخصية. تم توسيع مجموعة المهام أيضاً مقارنةً بـ تكتيكات متقدمة، حيث أعرب «موراساوا» عن أسفه لعدم وجود تنوع في اللعبة الأصلية. تم أخذ الوحوش المستدعاة مباشرة من فاينل فانتسي XII، واستخدم الفريق كلا الشاشتين لهجماتهم للتعبير عن حجمهم. تم التخطيط في البداية لتكون هجمات سينمائية بحتة، نجح فريق التأثيرات في إنشاء نسخة تستخدم رسومات في الوقت الفعلي ولا تزال تنقل نطاق الاستدعاء وقوته. عند إنشاء طريقة اللعب، قام الفريق بنقل آليات متعددة التكتيكات، مع تعديل عناصر مثل نظام التسوية وميكانيكا القانون. بالنسبة للإصدار الياباني الأصلي، قرر الفريق عدم استخدام شاشة اللمس (DS) لأنها لا تتناسب مع خطط التصميم الخاصة بهم. أضافت الإصدارات الغربية التحكم في القلم القائم على الشاشة التي تعمل باللمس. تضمن الفريق أيضاً عدداً كبيراً من البرامج التعليمية، مما زاد من تلبية احتياجات الجمهور العادي.

### التصميم الفني

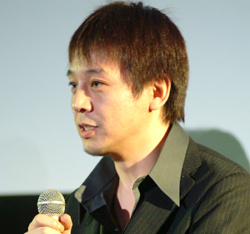
الملحن الياباني هيتوشي ساكيموتو

جاء «إيتو» على متن المشروع بعد الانتهاء من عمله في فاينل فانتسي XII، حيث تمت دعوته للانضمام إلى المشروع من قبل «موراساوا». استند تصميم «لوسو كليمنس» إلى مقارنة «كيتاهارا» بين الشخصية وتوم سوير. عند تصميم «لوسو كليمنس»، قرر «إيتو» منحه قبعة حمراء لمنحه مظهراً بطولياً، وجعل اللون الأصفر هو اللون السائد في تصميمه. كان «لوسو» في الأصل أحمر في كل مكان، ولكن عند رؤية مشاهد الخلفية المتطورة، قام «إيتو» بتغيير اللون الرئيسي إلى اللون الأصفر. تم تصميم شخصية «أديل» استناداً إلى وثائق التصميم التي أعدها «كيتاهارا»، مع لياقتها البدنية وشريط القوس الذي يعكس لقبها «أديل القطة». شخصية «سيد»- أول نسخة غير بشرية في سلسلة فاينل فانتسي - خضعت لمراجعات متعددة حيث ابتكر إيتو تصميمات بناءً على توجيهات «كيتاهارا». صممه في البداية ليكون نحيفاً للغاية، ثم اعتمد تصميمه التالي على بيسون الأمريكي. مزج تصميمه النهائي بين تصميم البيسون وعناصر أخرى، مع استخدام ملابسه بأسلوب رعاة البقر وألوان أمريكا الجنوبية الشائعة. استخدم تصميم «ليزافورد» طاقماً وعباءة للتعبير عن وضعه بإعتباره ساحراً حكيماً، والتي تشبه ملامحه ب «سيد» نظراً لكونه من نفس العرق.
تم نقل العديد من تصميمات الوظائف من تكتيكات متعددة مع مراجعات طفيفة، لذلك تم تصميم تجهيزات «جوب» الجديدة لتتماشى مع التصميمات السابقة. بدلاً من البدء من الرسوم التوضيحية الكاملة، ابتكر «إيتو» أولاً العديد من الوظائف الأساسية مثل فن البكسل. ثبت أن تصميم سباق «سيك» يمثل تحدياً نظراً لإظهار الكثير من الجلد. بالنسبة لسباق جريا الجديد، طلب «موراساوا» من «إيتو» أن يجعلهم مواطنين، وهو مصطلح وصفه «إيتو» بأنه «نوع من اللطيف، لكنه مختلف». جعله كتصميم «إيتو» لفان يبدو أكثر نضجاً من ظهوره في فاينل فانتسيXII وتكملة لها، مع الاختلاف الرئيسي في القميص الذي يغطي صدره. مظهر «فان»، الذي كان من المفترض أن يعكس مظهر «بالثير»، اقترحه «كاتو». في حين سيطر «إيتو» على بقية الأعمال الفنية للعبة، تم تصميم الشعار بواسطة «يوشيدا»، الذي عمل سابقاً في تكتيكات وفاينل فانتسي XII. جُمع تصميم «يوشيدا» بين شخصية القاضي والكتاب المفتوح.

### الموسيقى
المقال الرئيسي: سلسلة موسيقى تكتيكات فاينل فانتسي
ألحان هيتوشي ساكيموتو، الذي عمل سابقاً في تكتيكات متعددة وموسيقى تكتيكات A2. أنتج «ساكيموتو» أيضاً الموسيقى التصويرية، بالإضافة إلى الترتيبات. تم إجراء ترتيبات إضافية بواسطة (ماساهارو إيواتا وميتسوهيرو كانيدا وكيميرو آبي ونوريوكي كاميكورا) من استوديو الموسيقى باسيسكاب في ساكيموتو. تضمنت الموسيقى التصويرية موضوعات من تكتيات وفاينل فانتسي بواسطة (كاوري أوخوشي  وساكيموتو وكانيدا وأياكو ساسو). كما تم استخدام نسخة مرتبة من الموضوع الرئيسي لـ تقدم  تكتيكات متعددة بواسطة نوبوؤو أوماتسو. قال «ساكيموتو» إنه، بما في ذلك الموضوعات الجديدة والعائدة، تضم الموسيقى التصويرية أكثر من ستين أغنية.
كما هو الحال مع تكتيكات متقدمة، ابتعد «ساكيموتو» عن أسلوبه الثقيل النموذجي ليحقق نتيجة أكثر روعة. بينما كان يعرف ما يجب فعله، شعر بالضغط بسبب توقعات المعجبين. كان الشعور الافتتاحي للعبة بيئة صيفية مشرقة، مما أثر على اختيار «ساكيموتو» للشعور الموسيقي. نظراً لزيادة أجهزة (DS)، يمكن «لساكيموتو» دمج موسيقى عالية الجودة في اللعبة مقارنةً بـ تكتيكات متقدمة. في حين أن مسارات المعركة كانت هي الأولى من نوعها، إلا أنها كانت آخر مسارات تم الانتهاء منها حيث استمر «ساكيموتو» في إجراء التعديلات عندما اكتملت جميع الموضوعات الأخرى. للحفاظ على جودة عالية لمسارات المعركة، استخدم «ساكيموتو» دفق الصوت، مما جعل جودة الموسيقى قريبة من جودة إصدار القرص المضغوط. تم إصدار ألبوم صوتي مكون من قرصين في 21 نوفمبر 2007.

## الإصدار
تم الإعلان عن تكتيكات A2 في ديسمبر 2006 جنباً إلى جنب مع مشاريع (تحالف إيفاليس) الأخرى (أجنحة ريفينانت) و (حرب الأُسود) وهي نسخة جديدة من تكتيكات فاينل فانتسي لجهاز بلاي ستيشن بورتبل. كجزء من الترويج عبر اللعبة، ظهر بطل الرواية التكتيكات A2 «لوسو» في (حرب الأسود) مع اتخاذ القرار عندما تم الإعلان عن (تحالف إيفالس) لأول مرة. تم إصدار اللعبة في اليابان في 25 أكتوبر 2007.
تم الإعلان عن إصدار أمريكا الشمالية لأول مرة في مارس 2007، مع التأكيد على إصدار منطقة PAL في الأسبوع التالي.  تولى الترجمة شركة كاجايا للإنتاج، وهي شركة يقودها المترجمان ألكسندر أو. سميث وجوزيف ريدر. كان (سميث وريدر) من قدامى المحاربين في ألقاب سكوير إينكس السابقة، بعد أن عملوا على التعيينات المشهورة لـ فاينل فانتسيXII وقصة (فاغرانت). صدرت اللعبة في أمريكا الشمالية يوم 24 يونيو، وفي أوروبا يوم 27 يونيو.

## الإقبال
خلال الأسبوع الأول من بيعه، وصلت تكتيكات A2 إلى المركز الأول في مخططات الألعاب، حيث باع أكثر من 142 ألف وحدة. وضعت هذه المبيعات في نفس المستوى مع المبيعات الأولى لـ (لعبة حرب الأسود)، والعنوان الوحيد في ذلك الأسبوع لبيع أكثر من 100,000 وحدة. في الأسبوع التالي، تراجعت اللعبة إلى المركز الثالث بمبيعات إضافية بلغت 51000، ليصل إجمالي المبيعات إلى 193000 وحدة. اعتباراً من عام 2009، باعت اللعبة 670.000 وحدة في جميع أنحاء العالم؛ تم بيع 310,000 في اليابان و240,000 في أمريكا الشمالية و120,000 في أوروبا.
أشاد فاميتسو بطريقة اللعب بسبب صعوبة الاسترخاء مقارنةً بـ تكتيكات متقدمة وكمية كبيرة من المحتوى، بينما أشاد «جيمس ميكل» من 1أب.كوم بعمق طريقة اللعب باعتباره أقوى ميزة في اللعبة. وصف "سيمون باركين" الذي كتب لـ يورو غيمر، اللعبة بأنها "تفسير مباشر لنوع (RPG التكتيكي)، مستمتعاً بالعديد من عناصر اللعبة ووصفها بأنها أحد أفضل الأمثلة على هذا النوع على DS. لاحظ "جوجوبا" من غيم إنفورمر بشكل إيجابي النطاق الأكبر للخيارات الإستراتيجية مقارنة بالعناوين السابقة للتكتيكات. أشاد «ويل هيرينغ» من غيم برو بكمية المحتوى واتساع حرية اللعب. تمتعت " شيفاستيلا" من غيم سبوت بكمية المحتوى على الرغم من مشكلات السرعة العامة ، بينما أشاد الكاتب "دايمون هاتفيلد" من آي جي إن بالعمق العام مع الإشارة إلى نقص الابتكار. أشاد "فريد داتون" من مجلة نينتندو بطريقة اللعب، على الرغم من أنه أشار إلى أن حجم اللعبة وعمقها قد يكونان شاقين للغاية. كان للنقاد آراء متباينة بشأن نظام القانون. أشاد البعض بالتحدي، بينما وجد البعض الآخر أنه مقيد بلا داع أو عنصر غير مرغوب فيه من تكتيكات متعددة  تم انتقاد الوتيرة البطيئة للمعركة وتصميم القائمة وعدم وجود كاميرا دوارة.
شعر «جيمس ميكل» من 1أب.كوم أن الرسومات كانت أقل شأنا من زميله DS التكتيكي الحروب المتقدمة: أيام الخراب. وصف «باركين» الرسومات بأنها من بين الأفضل على DS في ذلك الوقت بينما أشادت «جوبا» بتصميمات الجرافيك العامة. بينما قال «هاتفيلد: ترجمة ممتازة، وشخصيات جذابة، وإيقاعات لا تُنسى، وأسلوب فني مبهر يجتمعون معاً لتقديم حزمة رائعة». أطلق «داتون» على العرض التقديمي «الدرجة الأولى» وأثنى على النتيجة الموسيقية؛ هذه المشاعر رددها «ستيلا» في مراجعتها.
شعر فاميتسو أن التطور السردي للعبة كان «غير مرض». لاحظ «ميكل» بشكل سلبي نقصاً في عناصر القصة الناضجة مقارنةً بالتكتيكات الأصلية أو التكتيكات المتقدمة، بينما وجد باركين الفكرة المبتذلة الأولية ولاحظ عدم وجود قصة جوهرية بعد المقطع الافتتاحي. قال «جوبا» إن القصة «بالتأكيد لن تبقي اللاعب مفتوناً»، ووجدها «ويل هيرينغ» خلفية مناسبة للعب على الرغم من جودتها المنخفضة. وصفت «ستيلا» الحبكة بأنها عامة، بينما شعر «داتون» أن النبرة الفاتحة للقصة تتعارض مع طريقة اللعب.

## ميراث
المقال الرئيسي: تكتيكات متقدمة فاينل فانتسي المدافعين الكريستال
تم منح تكتيكات A2 جائزة أفضل لعبة إستراتيجية لـ نينتندو دي إس من آي جي إن لجوائز ألعاب الفيديو لعام 2008. في حفل توزيع جوائز الأكاديمية الوطنية لمراجعي تجارة ألعاب الفيديو لعام 2008، كانت تكتيكاتA2 من بين المرشحين الذين تم ترشيحهم في فئة "إستراتيجية اللعبة". أطلق RPG على اللعبة لقب "أفضل لعبة تقمص أدوار إستراتيجية للعام: محمول باليد خلال "ألعاب 2008" قبل ميزة يغدار اونيون.
تم إعادة استخدام الأعمال الفنية والوظائف الشخصية لـ تكتيكات A2 بواسطة سكوير انيكس للكريستال المدافعين، وهي سلسلة من العناوين التي تم إصدارها بشكل أساسي للجوال وتغطي إستراتيجية تبادل الأدوار لأول مدخلين ودفاع عن البرج للثالث. مثل التكتيكات A2 فإن سلسلة الكريستال المدافعين تستخدم (إيفاليس) الحقيقية كإعداد لها. تم إصدار ألعاب الكريستال المدافعين بين عامي 2008 و2009، مع إصدار الإدخالات الثانية والثالثة دولياً. تم استخدام الموسيقى من تكتيكات A2 لسلسلة المدافعين الكريستال. تم استخدام وظائف تكتيكات A2 لاحقاً في عنوان الهاتف المحمول لعام 2015 تكتيكات فاينل فانتسي S.

## ذات صلة
الموقع الرسمي تكتيكات فاينل فانتسي في اليابان
الموقع الرسمي تكتيكات فاينل فانتسي في أمريكا الشمالية
الموقع الرسمي تكتيكات فاينل فانتسي في أوروبا